# Pouteria briocheoides
Pouteria briocheoides é um espécie de planta na família Sapotaceae. É encontrada no Guatemala.